# Dallara

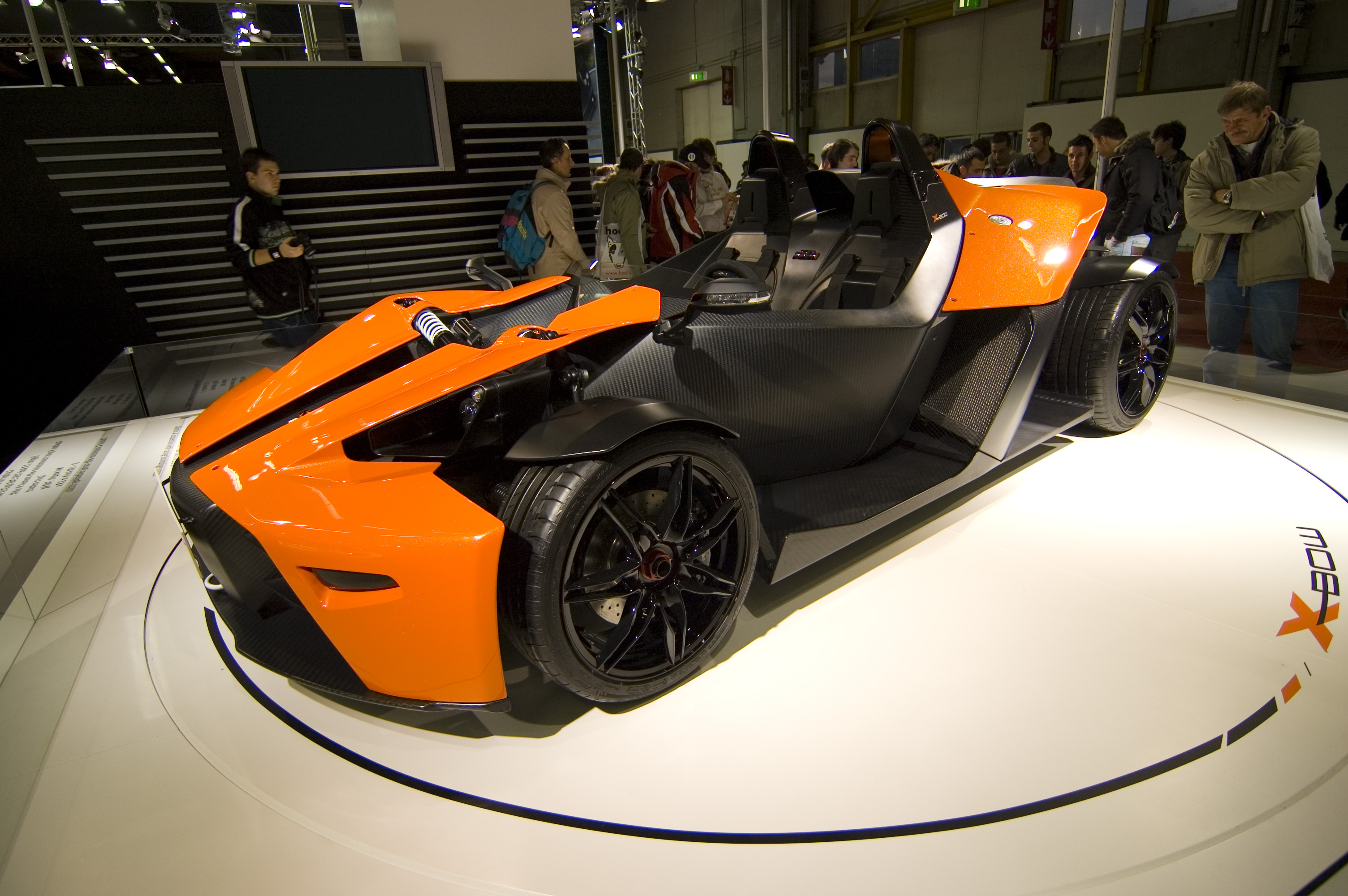
KTM X-Bow. 2007

Dallara Automobili — італійський виробник автомобільних шасі для автоперегонів різних серій. Один з основних виробників шасі серій GP2, ІндіКар, єдиний виробник для Формули 3. У Формулі-1 після використання 1986—1992 років шасі компанії не користуються попитом. Компанію заснував 1972 у Варано-де'-Мелегарі біля Парми регіону Емілія-Романья конструктор Джанні Паоло Даллара, що у 1960-х роках брав участь у проектуванні моделей Ferrari, Lamborghini, Maserati, De Tomaso.

## Історія

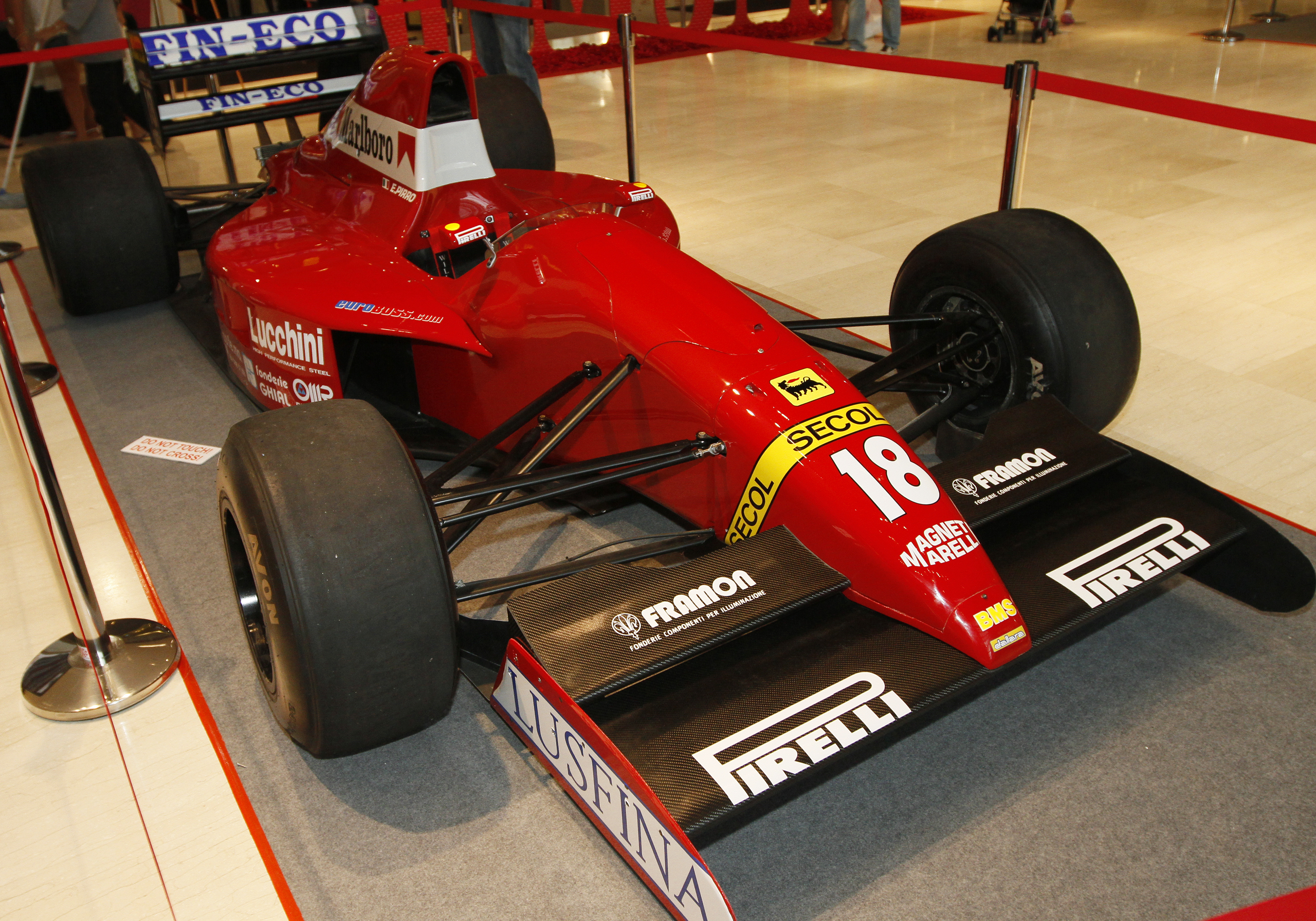
Формула-1. Dallara 191. 1991

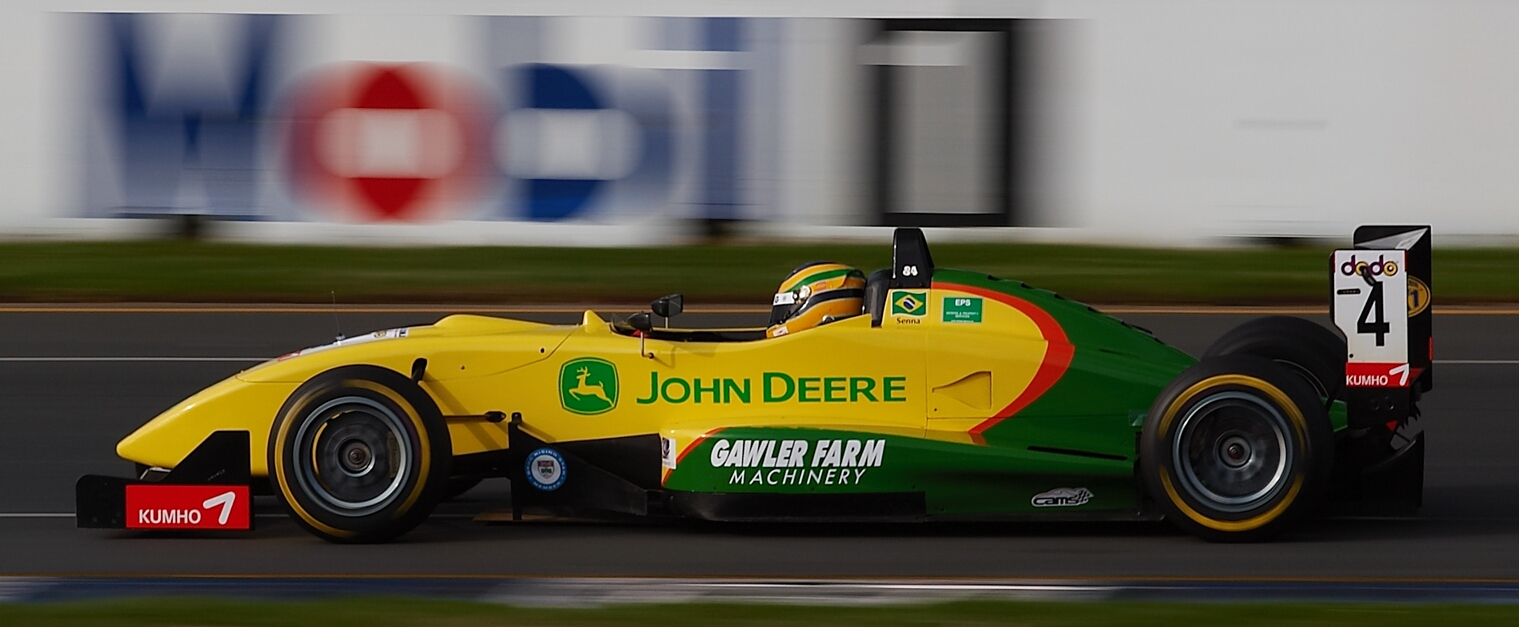
Формула-3. Бруно Сенна. Dallara F304. 2006

Компанія Dallara розпочала свою діяльність з виготовлення шасі для спортивних автомобілів та автомобілів змагань з швидкісного подолання гори — хілклаймбінг. З 1978 компанія розпочала виготовлення шасі для італійського чемпіонату Формули-3. У 1987 була розроблена модель Dallara 3087 для Формули-3000, який після незначної модифікації команда BMS Scuderia Italia використала у перших перегонах Формули-1 Гран-прі Бразилії 1988. До кінця сезону команда використовувала модель Dallara F188. Співпраця тривала до 1992 і за цей період основні зміни моделей Dallara Bms 189 (1989), Dallara F190 (1990), Dallara F191 (1991), Dallara F192 (1992), в основному полягали у встановленні моторів Cosworth (1988–1990), Judd GV (1991), Dallara F192 Ferrari (1992). Найбільшим успіхом команди BMS_Scuderia_Italia було третє місце Юркі Ярвілехто на Формула-1 — Гран-прі Сан-Марино (1991). У решті перегонів машини фінішували у безочковій зоні, борючись за передостанні місця з командою Minardi.
З 1993 команда почала співпрацювати з Формулою-3, де стала монопольним виробником кузовів, витіснивши компанії Рейнард, Ралт. З 1997 компанія почала виготовляти шасі для перегонів IndyCar Series, займаючи там на даний період монопольне становище.
З 2002 Даллара стала поставляти шасі для світової серії Ніссан (англ. World Series by Nissan) (1998–2004) та її спадкоємця Світової серії Рено (англ. World Series by Renault) (з 2005). У Серії GP2 Даллара є єдиним постачальником шасі.
Dallara брала участь у проектуванні спортивної моделі Ferrari 333 SP, Ferrari F50, Toyota GT-One, модифікації Audi R8 (LMP) для 24 години Ле-Мана серії American Le Mans Series.
Для іспанської команди Campos (згодом Гіспанія) було розроблено 2009 модель Hispania F110.
Даллара разом з KTM розробила KTM X-Bow.
В листопаді 2017 була презентована перша дорожня модель Dallara Stradale.

## Гонщики

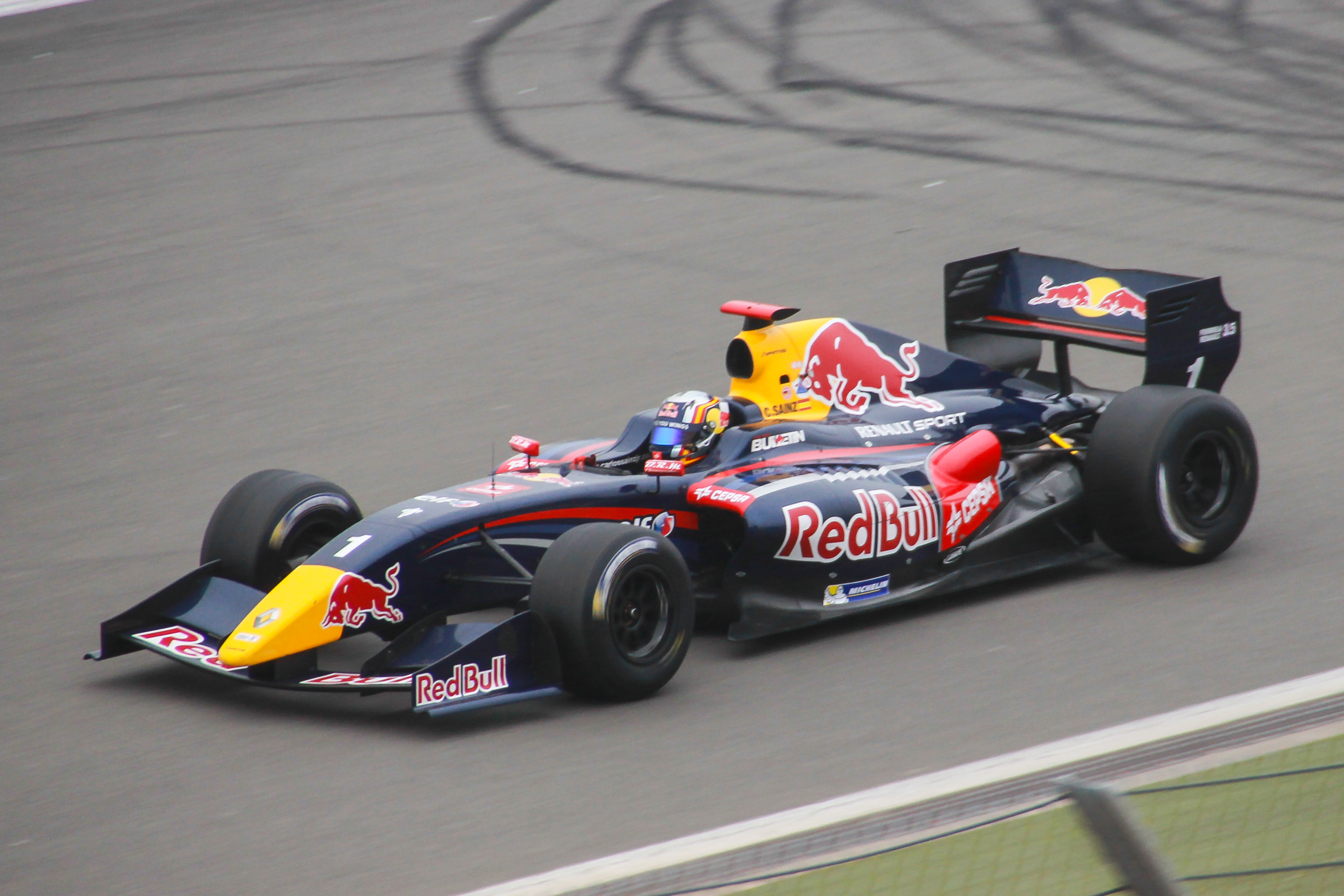
Серія Renault 3.5. 2014

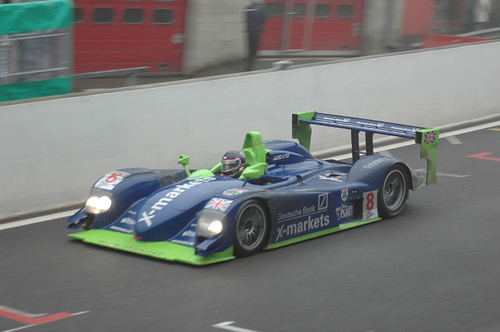
1000 км Спа. Dallara SP1. 2005

У перегонах Формули-3 на шасі Dallara виступали наступні відомі гонщики Формули-1:
- 1987: Жан Алезі
- 1993: Йос Ферстаппен
- 1994: Джанкарло Фізікелла
- 1995: Педро де ла Роса
- 1995: Рікардо Зонта[en]
- 1996: Ярно Труллі
- 1997: Нік Гайдфельд
- 2001: Сато Такума